# Thomas Waber
Thomas Waber (Francoforte, 22 maggio 1955) è un produttore discografico, dirigente d'azienda, imprenditore e tecnico del suono tedesco naturalizzato statunitense noto prevalentemente per la sua attività di produzione di band rock progressivo e progressive metal.

## Carriera

### Gli inizi
Ha cominciato la sua carriera nei primi anni 1980 come tecnico del suono in svariati album, prevalentemente di band krautrock, tra cui Faust e i Cluster.

### Come produttore discografico
A partire dalla metà degli anni novanta è diventato un produttore, lavorando con artisti quali Arena, Ayreon, Threshold, Insomnium, Caligula's Horse e Steve Hackett; ha svolto inoltre l'attività di manager per band quali ...And You Will Know Us by the Trail of Dead e Dream Theater.

### Come dirigente d'azienda
La sua attività come dirigente d'azienda inizia in Germania nel 1990; negli anni successivi fonda le etichette Inside Out Music e Superball Music.
Nel 2013 ha vinto il premio "Guiding Light" ai Progressive Music Awards.

## Discografia come produttore (parziale)
- Peter Nicholls - In Shaltered Winds (1987)
- Peter Nicholls - Thirst (1988)
- Threshold – Wounded Land (1993)
- Steve Hackett -Genesis Revisited (2014)
- Steve Hackett - Genesis Revisited II (2019)
- Arena - Songs from the Lyon Cage (1995)
- Arena - Pride (1996)
- Insomnium - Since The Day It All Came Down (1996)
- Caligula's Horse - Moments From Ephemeral City (2011)
- Caligula's Horse - The Tide, The Thief & River's End (2013)
- Ayreon - Actual Fantasy Revisited